# 홀베크시

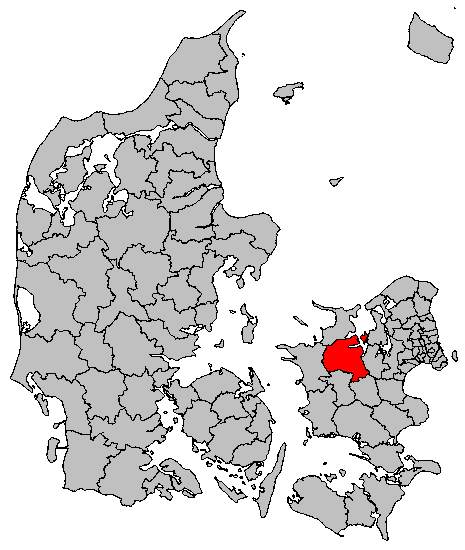
홀베크시의 위치

홀베크시(덴마크어: Holbæk Kommune)는 덴마크 셸란 지역에 위치한 지방 자치체로 행정 중심지는 홀베크이며 면적은 578.7km2, 인구는 69,433명(2012년 1월 1일 기준), 인구 밀도는 120명/km2이다. 셸란섬 중부에 위치한다.